# Patriot Winnica
Patriot Winnica (ukr. Хокейний клуб «Патріот» Вінниця) – ukraiński klub hokejowy z siedzibą w Winnicy. 

## Historia
Klub został założony jako Patriot Winnica.
Od sezonu 2008/09 występuje w ukraińskiej Wyższej Lidze.

## Sukcesy
- 3 miejsce w Zachodniej Dywizji Mistrzostw Ukrainy (1 raz): 2009